# Дашиев, Дугаржап Цыренович
Дугаржа́п Цыре́нович Даши́ев (бур.  Дашиев Сэрэнэй Дугаржаб; 1939—2003) — бурятский советский и российский оперный певец (лирико-драматический тенор), педагог, общественный деятель. Народный артист СССР (1986).

## Биография
Дугаржап Дашиев родился 15 мая 1939 года в селе Улзар (ныне Бурятия, Россия).
В 1957 году окончил среднюю школу, где принимал активное участие в художественной самодеятельности. По окончании школы, в течение года работал в родном колхозе «Улаан Торей», был избран секретарём его комсомольской организации.
В 1958 году был принят в качестве солиста хора в ансамбль песни и танца «Байкал» Бурятии (ныне Бурятский государственный национальный театр песни и танца «Байкал»). Уже через год стал участником второй декады литературы и искусства Бурятской АССР в Москве.
В 1961 году поступил в Уральскую консерваторию в Свердловске (ныне Екатеринбург) в класс З. В. Щёлоковой. Через 2 года был призван в ряды Советской Армии, службу проходил в составе ансамбля песни и пляски Уральского военного округа. В 1966 году продолжил учёбу в консерватории, которую окончил в 1969 году.
По возвращении в Улан-Удэ в 1969 году стал солистом Бурятского театра оперы и балета. В начале 1970 года состоялась премьера первой национальной детской оперы «Чудесный клад» Бау Ямпилова, где с успехом выступил в главной роли пастуха Баира. За годы работы в театре исполнил почти сорок заглавных ролей.
Выступал в концертах, где пел арии из опер, романсы, народные песни. В камерном репертуаре певца свыше 230 произведений, в том числе бурятских композиторов.
В сентябре 2000 года руководство Бурятского государственного университета пригласила его на преподавательскую работу в качестве исполняющего обязанности профессора кафедры музыкального и изобразительного искусства. Уже через год за успешную преподавательскую работу ему было присвоено звание профессора.
В 1980—1987 годах — председатель правления Бурятского отделения Всероссийского театрального общества (ныне Союз театральных деятелей РФ).
Член КПСС с 1975 года. Делегат XXVI съезда КПСС. Депутат Совета Национальностей Верховного Совета СССР 11 созыва (1984—1989) от Бурятской АССР. Избирался депутатом Улан-Удэнского горсовета депутатов, членом горкома партии.
Умер Дугаржап Цыренович Дашиев 17 ноября (по другим источникам — 19 ноября) 2003 года в Улан-Удэ. Похоронен на Центральном городском кладбище (посёлок Стеклозавод).

## Награды и звания
- Лауреат Всесоюзного музыкального фестиваля «Уральские самоцветы» (1966)
- Лауреат премии по итогам Всесоюзного конкурса студентов-певцов (1967)[3]
- Призёр Всемирного фестиваля студентов и молодёжи в Софии (1968)
- Лауреат 4-го Всесоюзного конкурса вокалистов им. М. И. Глинки (2-я премия, Киев, 1968)
- Заслуженный артист Бурятской АССР (1972)
- Народный артист Бурятской АССР (1973)
- Заслуженный артист РСФСР (07.09.1976)
- Народный артист РСФСР (28.09.1979)
- Народный артист СССР (30.01.1986)[8]
- Государственная премия Бурятской АССР в области литературы и искусства (1977)
- Государственная премия РСФСР имени М. И. Глинки (1983)[9]
- Орден Дружбы народов (08.08.1990)
- Орден Полярной Звезды (МНР, 1994))[10].
- Почётная грамота Республики Бурятия (1994).

## Партии
- «Травиата» Дж. Верди — Альфред Жермон
- «Евгений Онегин» П. И. Чайковского — Ленский
- «Богема» Дж. Пуччини — Рудольф
- «Аида» Дж. Верди — Радамес
- «Пиковая дама» П. И. Чайковского — Герман
- «Князь Игорь» А. П. Бородина — Владимир Игоревич
- «Отелло» Дж. Верди — Отелло
- «Кармен» Ж. Бизе — Хозе
- «Иоланта» П. И. Чайковского — Водемон
- «Хованщина» М. П. Мусоргского — Андрей Хованский
- «Царская невеста» Н. А. Римского-Корсакова— Лыков
- «Мадам Баттерфляй» Дж. Пуччини — Пинкертон
- «Турандот» Дж. Пуччини — Калаф
- «Самсон и Далила» К. Сен-Санса — Самсон
- «Дон Карлос» Дж. Верди — Дон Карлос
- «Тоска» Дж. Пуччини — Каварадосси
- «Паяцы» Р. Леонкавалло — Канио
- «В бурю» Т. Н. Хренникова — Лёнька
- «Оптимистическая трагедия» А. Холминова — Вожак
- «Два капитана» Г. М. Шантыря — Ромашов
- «Энхэ-Булат Батор» М. П. Фролова — Энхэ
- «Цыремпил Ранжуров» Б. Б. Ямпилова — Цыремпил
- «Чудесный клад» Б. Б. Ямпилова — Баир
- «Грозные годы» Б. Б. Ямпилова — Банзат
- «Сильнее смерти» Б. Б. Ямпилова — Даши

## Память
- 16 мая 2004 года в селе Улзар, где родился Д. Дашиев, открыт музей его имени.
- В Улан-Удэ, на доме по проспекту Победы, 11, где жил певец, установлена мемориальная доска.
- Издана книга о творческом пути певца — «Дугаржап Дашиев. Голос как судьба».
- 18-19 мая 2009 года в Улан-Удэнском музыкальном колледже им. П. И. Чайковского состоялся первый Международный конкурс вокалистов имени Д. Ц. Дашиева.
- В августе 2014 года в 128 микрорайоне Октябрьского района Улан-Удэ появилась улица имени Дугаржапа Дашиева.